# 柚皮苷二氢查耳酮
柚皮苷二氢查耳酮（Naringin dihydrochalcone,naringin DC）是一种从柚皮苷中分离的人工甜味剂、一种柑橘中发现的苦味化合物。
柚皮苷二氢查耳酮在20世纪60年代美国农业部关于寻找减少在柑橘类果汁苦味的香料项目中与新橙皮苷二氢查耳酮共同被发现。
当柚皮苷与氢氧化钾或其他强碱在有催化剂情况下反应进行氢化生成一种阈值甜度约为蔗糖阈值甜度300倍至1800倍的化合物柚皮苷二氢查耳酮。